# Mladý papež
Mladý papež (v anglickém originále The Young Pope) je televizní seriál v italsko-španělsko-francouzské  koprodukci pro Sky Atlantic, HBO, a Canal+. Režisér a zároveň autor je Paolo Sorrentino.
Seriál měl premiéru 21. října 2016 na Sky Atlantic v Itálii, Německu a Rakousku, 24. října 2016 na Canal+ ve Francii, 27. října 2016 na Sky Atlantic ve Spojeném království a v Irsku, 26. října 2016 na C More ve Švédsku a 28. října 2016 na HBO v různých jiných evropských zemí (Bosna a Hercegovina, Bulharsko, Chorvatsko, Maďarsko, Makedonie, Černá Hora, Polsko, Rumunsko, Srbsko, Slovensko, Slovinsko a Česká republika). Ve Spojených státech měl premiéru 15. ledna 2017 na HBO.
20. října 2016 producent Lorenzo Mieli oznámil, že se připravuje druhá sezóna seriálu. Tato sezóna, pod názvem "Nový papež" měla premiéru r. 2020.

## Obsazení

### Hlavní role
- Jude Law jako papež Pius XIII., světským jménem Lenny Belardo, nově zvolený papež a bývalý arcibiskup New Yorku[1][5]
- Diane Keatonová jako sestra Mary, americká jeptiška, která vychovala Lennyho v sirotčinci, pomáhala mu během jeho kariéry a byla pak jmenována osobním tajemníkem papeže[1][5]
- Silvio Orlando jako kardinál Angelo Voiello, camerlengo a kardinál státní tajemník[5]
- Javier Cámara jako Bernardo Monsignore Gutierrez, ceremoniář Svatého stolce[5]
- Scott Shepherd jako kardinál Dussolier[5]
- Cécile de France jako Sofie, má na starosti marketing Svatého stolce[5]
- Ludivine Sagnier jako Esther, manželka vojáka Švýcarské gardy[5]
- Toni Bertolleri jako kardinál Caltanissetta[5]
- Stefano Accorsi jako premiér Itálie
- James Cromwell jako kardinál Michael Spencer, bývalý arcibiskup z New Yorku a Lennyho rádce[5]

### Hostující role
- Andre Gregory jako Elmore Coen, spisovatel
- Carolina Carlsson jako premiérka Grónska
- Massimiliano Gallo jako Kapitán Becchi, policejní důstojník
- Milvia Marigliano jako sestra Antonie
- Marcos Franz jako Ángelo Sanchez, mladý chlapec, jehož žádost o přijetí do kněžského semináře, byla zamítnuta
- Emilio Dino Conti jako poradce italského premiéra